# Amphiceratodon argonautes
Amphiceratodon argonautes är en skalbaggsart som beskrevs av Huchet 2002. Amphiceratodon argonautes ingår i släktet Amphiceratodon och familjen bladhorningar. Inga underarter finns listade i Catalogue of Life.